# Susanna Kaysen
Susanna Kaysen (Cambridge, 11 november 1948) is een Amerikaans schrijver.
Kaysen is de auteur van de memoires Girl, Interrupted uit 1993. Hierin beschreef ze de periode waarin ze voor een borderline-persoonlijkheidsstoornis psychotherapie volgde in de McLean Ziekenhuis in Massachusetts. De memoir werd in 1999 op het witte doek gebracht door regisseur James Mangold, met Winona Ryder als titelrol (Girl, Interrupted). 
Haar vader is econoom Carl Kaysen, een voormalig adviseur van President John F. Kennedy. Haar oom aan moeders kant was de architect Richard Neutra. 